# شهرستان نیمروز
شهرستان نیمروز یکی از شهرستان‌های استان سیستان و بلوچستان ایران است. مرکز این شهرستان، شهر ادیمی است. این شهرستان در تاریخ ۲۹ آذر ۱۳۹۱ از شهرستان زابل جدا شد و مستقل گردید.

## تاریخچه و پیشینهٔ نام
بر پایهٔ کتاب جغرافیای نیمروز باقی‌مانده از عصر ناصری، پادشاهی به‌نام هوشنگ بن سیامک بن کیومرث با دانش و خرد و از روی علم و حساب، این شهر (نیمروز) را ساخته‌است؛ یعنی این سمت کره زمین که از آب خارج و مسکون است، خورشید که بمحاذی نصف‌النهار این شهر می‌رسد، درست نصف می‌کند؛ مشرقی از کنار دریای ژاپن، مغربی تا کناره مدیره که نزدیک به جزیره خالدات باشد. این شهر میان این دو نقطه واقع شده‌است و به این دلیل بود که هوشنگ پس از اتمام، آنجا را شهر نیمروز نام نهاده و پایتخت سیستان قرار داد.
چون پایتخت قدیم مملکت سیستان را نیمروز نامند، یعنی وقتی که در آن‌جا آفتاب به نقطهٔ نصف‌النهار رسد، نصف کرهٔ زمین روشن گردد که سمت دریای مای فیسیک واقعه در کنار مملکت جیفان، ابتدای غروب آفتاب و سمت دریای آتلانتیک واقعه در کنار مملکت مدیره، ابتدای طلوع آفتاب است که در هر دو جانب تیغ روشنی سرایت دارد.
چنان‌که می‌دانیم نیمروز غیر از معنی و مفهوم جنوب، مفاهیم دیگری هم دارد:
- نخست نام سرزمین سیستان که از آن در بیشتر نوشته‌های تاریخی و جغرافیایی قدیم یاد شده‌است.
- معنای دیگر همان نقطه نیمروز یا معرب‌شدهٔ آن (نصف‌النهار) است؛ منظور از این عبارت، دایرهٔ عظیمی است که از دو قطب جغرافیایی زمین عبور کرده و از صفر تا صد و هشتاد درجه به سوی مشرق و صد و هشتاد درجه از همان نقطهٔ صفر به سوی مغرب شماره‌گذاری شده‌است. اروپایی‌ها تا اواخر سدهٔ هفدهم میلادی، نصف‌النهار جزیره وهمی خالدات را به عنوان نقطهٔ نیمروز سیستان می‌شناختند؛ بعداً پاریس نقطهٔ نیمروز شناخته شد و در پایان در سال ۱۹۱۲ میلادی بدون هیچ‌گونه دلیل موجه علمی جغرافیایی، نزدیک لندن در شهرک «گرینویچ» مبدأ قرار گرفت.

## جغرافیا

### موقعیت
شهرستان نیمروز از شمال با مرز افغانستان، از شمال شرقی با شهرستان هیرمند، از شرق با شهرستان زابل، از جنوب شرقی با شهرستان هامون، از جنوب غربی با شهرستان زاهدان و از غرب با شهرستان نهبندان استان خراسان جنوبی همسایه است.

### اقلیم
اقلیم این شهرستان بسیار گرم و خشک و بیابانی با تابستان‌های طولانی است؛ گرم‌ترین ماه سال تیرماه و سردترین ماه سال دی‌ماه است.

### رودخانه‌ها
مهمترین رودخانهٔ شهرستان نیمروز، رودخانه هیرمند است که سرچشمهٔ آن کوه‌های بلند شمال غربی کابل است و مسیری طولانی بالغ بر ۱۰۵۰ کیلومتر را طی می‌کند تا به منطقهٔ سیستان و در نهایت به این شهرستان وارد می‌شود و در انتها به دو شاخهٔ تقسیم شده و سپس به افضل‌آباد و لورگ باغ می‌رسد که اولی به دریاچهٔ هامون و دومی به هامون صابری می‌ریزد.

### کوه‌ها
کوه‌های منطقهٔ بندان شامل کوه پاتورگی، کوه ملک دون، کوه موسی و کوه زرافک است؛ کوه‌های بخش سفیدابه نیز شامل کوه جنجا، کوه عسگی (عاسگی)، کوه موکدسرخ، کوه سیاستراگی، کوه آساگی، کوه هیبو، کفتارکوه و مردارکوه است.

## کشاورزی
گندم، جو، ذرت علوفه‌ای، شبدر، یونجه، خربزه، هندوانه، خیار و گوجه‌فرنگی از فرآورده‌های کشاورزی این شهرستان هستند.

## تقسیمات کشوری
شهرستان نیمروز شامل ۳ بخش، ۶ دهستان و ۱ شهر به شرح زیر است:

### شهرستان نیمروز
| بخش     | مرکز بخش | جمعیت بخش ۱۳۹۵ | نام دهستان | مرکز دهستان | جمعیت دهستان ۱۳۹۵ | شهر              | جمعیت شهر ۱۳۹۵   |
| ------- | -------- | -------------- | ---------- | ----------- | ----------------- | ---------------- | ---------------- |
| مرکزی   | ادیمی    | ۲۶٬۰۰۱ نفر     | ادیمی      | ادیمی       | ۱۷٬۷۴۵ نفر        | ادیمی            | ۳٬۶۱۳ نفر        |
| مرکزی   | ادیمی    | ۲۶٬۰۰۱ نفر     | بزی        | بزی علیا    | ۴٬۶۴۳ نفر         | ادیمی            | ۳٬۶۱۳ نفر        |
| صابری   | قائم‌آباد | ۱۷٬۴۱۰ نفر     | قائم‌آباد   | قائم‌آباد    | ۱۲٬۵۲۳ نفر        | **************** | **************** |
| صابری   | قائم‌آباد | ۱۷٬۴۱۰ نفر     | گلخانی     | گلخانی      | ۴٬۸۸۷ نفر         | **************** | **************** |
| سفیدآبه | سفیدآبه  | ۴٬۹۱۴ نفر      | سفیدآبه    | سفیدآبه     | ۳،۷۲۶ نفر         | **************** | **************** |
| سفیدآبه | سفیدآبه  | ۴٬۹۱۴ نفر      | ماده کاریز | ماده کاریز  | ۱،۱۸۸ نفر         | **************** | **************** |

## جمعیت
بر پایهٔ سرشماری عمومی نفوس و مسکن در سال ۱۳۹۵، جمعیت شهرستان نیمروز برابر با ۴۸٬۴۷۱ نفر بوده‌است.